# Bwaka (Schwert)
Das Bwaka-Schwert ist ein afrikanisches Schwert. Afrikanische Schwerter wurden in verschiedenen Ländern und von verschiedenen Ethnien Afrikas als Kriegs-, Jagd-, Kultur-  und Standeswaffe entwickelt und genutzt. Die jeweilige Bezeichnung der Waffe bezieht sich auf eine Ausprägung dieses Waffentyps, die einer bestimmten Ethnie zugeordnet wird.

## Beschreibung
Das Bwaka-Schwert hat eine dreieckige, breite, zweischneidige Klinge. Die Klinge hat keinen Hohlschliff und keinen Mittelgrat. Die umlaufenden Linien um die Schneide sind Gravuren und dienen der Verzierung. Der Ort ist schmaler als die übrige Klinge und läuft spitz zu. Das Heft besteht aus Metall. Es ist aus trichterförmigen Metallteilen und Drahtwicklungen gearbeitet. Das Bwaka-Schwert wird von der Ethnie der Bwaka benutzt.